# Plombières-lès-Dijon
Plombières-lès-Dijon é uma comuna francesa na região administrativa da Borgonha-Franco-Condado, no departamento de Côte-d'Or. Estende-se por uma área de 16,21 km². Em 2010 a comuna tinha 2 593 habitantes (densidade: 160 hab./km²).